# San Juan Quiahije
San Juan Quiahije è un comune del Messico, situato nello stato di Oaxaca.